# 152 mm haubica wz. 1943 (D-1)
152 mm haubica HB-43 D-1 (Haubica wz. 43 kal. 152 mm, ros. 152-мм гаубица образца 1943 года, Д-1) – radziecka haubica opracowana w 1943 przez biuro konstrukcyjne generała porucznika Fiodora F. Pietrowa. 

## Historia powstania
Haubica została opracowana na podstawie wcześniejszej konstrukcji Pietrowa, haubicy M-10 z 1938, dzięki czemu można było przy jej budowie wykorzystać elementy produkowane już wcześniej. Jednak nowa konstrukcja była znacznie lżejsza, co zwiększyło jej manewrowość, natomiast zastosowanie elementów z poprzedniej konstrukcji umożliwiło prawie natychmiastowe rozpoczęcie produkcji seryjnej. 

## Użycie

Pociski do haubicy HB-43 D-1 kaliber 152,4 mm.
1. pocisk odłamkowo-burzący OF-530
2. pocisk odłamkowy O-530
3. pocisk przeciwbetonowy G-530.

Haubica HB-43 D-1 została wprowadzona do uzbrojenia radzieckich jednostek artylerii korpuśnej i armijnej oraz do artylerii odwodu naczelnego dowództwa, gdzie zastąpiła używaną haubicoarmatę MŁ-20 wz. 1937 kal. 152 mm. Została ona użyta w działaniach bojowych już w 1944, gdzie potwierdziła swoją przydatność na polu walki.
W te haubice były wyposażone również jednostki artylerii Wojska Polskiego (1 maja 1945 w Wojsku Polskim znajdowały się 34 haubice) w którego uzbrojeniu znajdowała się przez około 45 lat, jak również wojska państw należących do Układu Warszawskiego. Jako ciągnik holowniczy służył samochód Star 266.